# 川崎車両

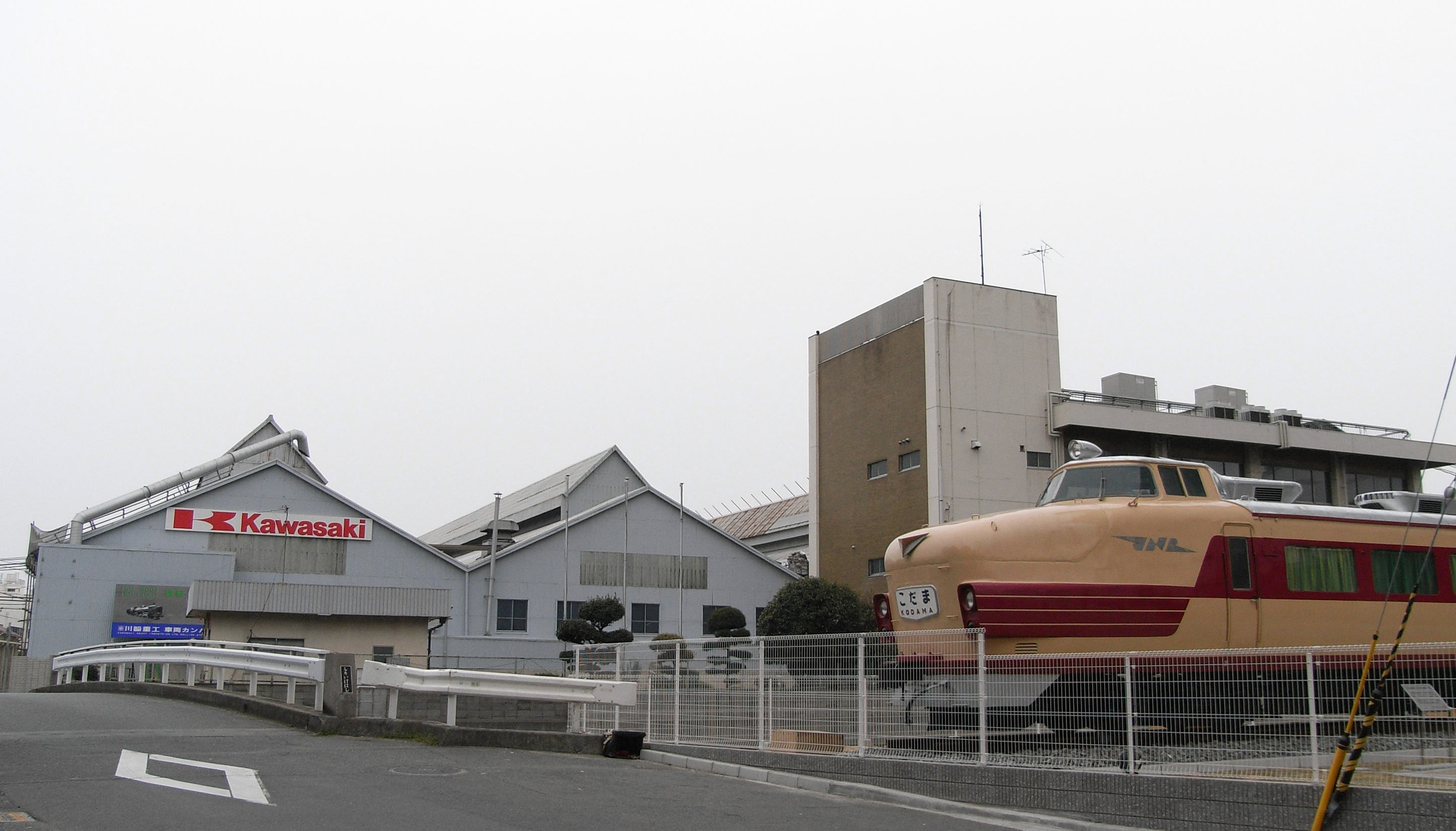
兵庫工場

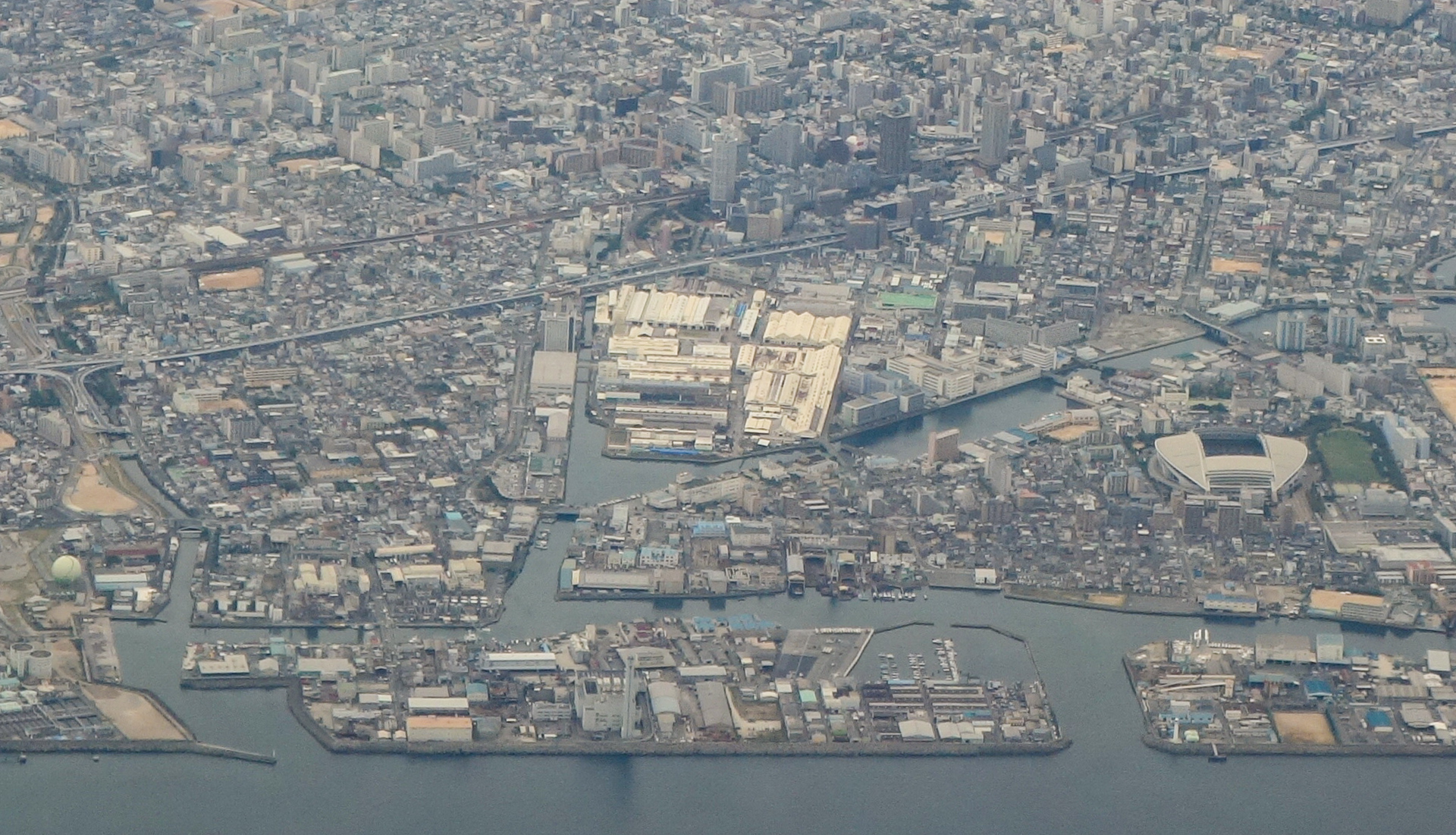
上空から見た兵庫工場（中央）

川崎車両株式会社（かわさきしゃりょう、英: Kawasaki Railcar Manufacturing Co., Ltd.）は、日本の鉄道車両メーカー。川崎重工業株式会社の子会社。
2021年3月10日に分割準備会社として設立され、同年10月1日に川崎重工業の社内カンパニー（川崎重工業車両カンパニー）の部門を簡易吸収分割により譲受（事実上の分社独立）して事業を開始した。本社は川崎重工業と同じく東京本社（東京都港区海岸）と神戸本社（兵庫県神戸市兵庫区）の二本社制を引き継ぐ。生産拠点は神戸本社に隣接した主力工場の兵庫工場のほか、国内では播磨工場（兵庫県加古郡播磨町）、国外では北米（ネブラスカ州リンカーン）にも工場がある。

## 概要
川崎造船所時代の1906年（明治39年）に鉄道車両の生産を開始し、翌1907年（明治40年）11月に南海鉄道（現・南海電気鉄道）向け電1形木製電動客車（電車）3両が同社で初めて製造した鉄道車両である。客車の他に蒸気機関車の製造も早くから手掛け、大型蒸気機関車の国産化では、のち自社と合併した汽車製造と並んで日本の民間メーカーの中でも先駆的役割を果たし、高い技術力を発揮した。
大正末期から昭和初期、電車の車体が木造から安全性の高い鋼鉄製に切り替わり始めた時代には、阪神急行電鉄510として内装まで鋼鉄製とした「全鋼製車両」を日本で初めて製造した。その後「川造形」と呼ばれる独特な形態の私鉄向け全鋼製電車を製造し、各社に供給している。
1928年（昭和3年）に鉄道車両部門を「川崎車輛」として分社化し、国鉄や私鉄、地下鉄向けに各種の鉄道車両を生産してきたが、1969年に一度は川崎重工業本体に吸収合併されている。
1947年（昭和22年）6月11日には、昭和天皇が兵庫区の川崎車両工場に行幸（昭和天皇の戦後巡幸の一環）。当時製造していた輸出用機関車、旅客急行用機関車、一等寝台車、三等電動車などの組み立て工程を視察した。
新幹線車両や特急形電車、公営事業者向け車両などに強みがあり、普通鋼製に限らずステンレス鋼製、アルミ合金製など、あらゆる材質の鉄道車両の製造が可能である。
特にアルミ合金製車両では、西ドイツ（当時）のWMD社（ドイツ語版）との技術提携によって製作され本格的な都市間高速電車向けアルミ車としては日本初の事例となった山陽電気鉄道2000系3両（2012-2505-2013：1962年〈昭和37年〉）を皮切りに、1960年代中盤以降各社へ積極的な売り込みを実施して、大型型押し材の自動溶接工程の確立（1981年〈昭和56年〉）など、新技術開発にも精力的である。
JR向けには、efACEの思想に基づいて製作したオールステンレス車を通勤・近郊用途に供給している。かつては「2シート貼り合わせ工法」と呼ばれる従来工法で見られる骨組みを用いない工法によって製作した車両も供給していた。なお、一部のステンレス車両（主にJR東日本・JR西日本のステンレス車両）では、妻面に強度確保のためのビードがプレス成形で入れられており、他社製車両との識別ポイントとなっている。
このほか、台車やホームドア、リニアメトロ用のリアクションプレートを製造している。
ニューヨーク市都市交通局をはじめとする日本国外向けの車両も積極的に受注している。
また、かつて、兵庫県内の鉄道車両メーカーには武庫川車両工業（阪神電気鉄道系、2002年解散）・アルナ工機（阪急東宝グループ、2002年に事業別分社化後、後身企業のアルナ輸送機用品を川重が阪急電鉄から譲受）もあった。

## 歴史と先進技術
鉄道車両の製造を中心としているが、前身である川崎造船所から分社して川崎車輛となった1927年（昭和2年）から1937年（昭和12年）にかけての時期には不況下での多角経営により、橋梁・鉄骨製作なども実施し、川崎造船所時代には永代橋・清洲橋・勝鬨橋（跳開橋部）と東京市の震災復興事業を象徴する隅田川の3橋梁の橋桁製作を請け負っていた。さらに1928年（昭和3年）5月18日の川崎車輛分社を挟んだ時期には日本の橋梁史に残る大作、澱川橋梁の橋桁本体を製作しており、橋梁・鉄骨製作事業からの撤退までに技術的にも規模的にも野心的な大作を数多く担当した。
また、元々造船業を母体としていたことから鋼材使用について積極的で、日本初の全鋼製電車である阪神急行電鉄の510号を川崎造船所時代の1925年（大正14年）に製作、以後は趣味者の間で「川造形」（川崎造船所形）と呼称される独特の形状の鋼製車両を私鉄各社に供給した。さらに1930年（昭和5年）に製作した湘南電気鉄道デ1形で車体台枠の前後端を貫く主桁としての重い中梁を簡素・軽量化、側梁と横梁による梯子状構造物全体で荷重を合理的に分担負担させるという、当時としては極めて先進的な軽量構造を試みるなど、1920年代から1940年代にかけての日本において、鉄道車両用構体設計技術でトップに位置する高度な技術力を保持していた。
戦後は連合軍によって研究開発を禁止された航空技術を川崎航空機経由で受け入れ、1952年（昭和27年）には山陽電気鉄道250形第2次車でビニール系素材の積極採用に取り組み、1962年（昭和37年）にはドイツのWMD社と提携、そのライセンスの下で山陽電気鉄道2000系2000形2012・2013、2500形2505の3両1編成をアルミニウム合金の押し出し材を組み立てた車体で納品、以後、独自に三元合金による大型形材を溶接組み立てしたアルミ合金製軽量車体製作の道を切り開くなど、戦前と変わらず先端技術開発に邁進し続けた。

この間、1972年（昭和47年）には鉄道車両製作の名門、汽車製造を吸収合併しており、同社の保持していた高度かつ先進的な台車設計技術を手中に収めている。
1980年代以降は日本国外向けの車両も積極的に受注しており、特にニューヨーク市都市交通局への納入は多く、近く同局への納入車両数では最大の企業になった。そのため、アメリカにも現地法人を立ち上げており、バイアメリカン条項の制約もあって1986年（昭和61年）にはニューヨーク州にヨンカース工場を開設、さらに1974年（昭和49年）に二輪車工場として開設されていたネブラスカ州のリンカーン工場でも車両製作を開始し、アメリカ向けの車両などは両工場で製造されている。

## 沿革
- 1906年（明治39年）
  - 5月30日 - 川崎造船所臨時株主総会において、鉄道車両製造事業への参入を決定。運河分工場の建設工事に着手。
  - 9月 - 川崎造船所運河分工場として操業開始。
- 1907年（明治40年）
  - 6月 - 兵庫分工場に名称を変更、鉄道車両の製造を開始。
  - 11月 - 鉄道車両の第一号車を南海鉄道に納入。
- 1911年（明治44年）3月 - 鉄道院向け6700形蒸気機関車を納入。川崎初の機関車製造となる。
- 1913年（大正2年）11月30日 - 設備拡張に伴い、兵庫工場へ工場名を改称。
- 1919年（大正8年）10月1日 - 日本初の8時間労働制を導入。
- 1924年（大正13年）7月23日 - 鉄道省向け9900形蒸気機関車9912号車を納入。蒸気機関車製造累計1,000両を達成する。
- 1925年（大正14年）11月 - 阪神急行電鉄（現・阪急電鉄）に日本初の全鋼製車体電車を納入。内装まで鋼鉄製とした電車は日本初。
- 1928年（昭和3年）5月18日 - 川崎造船所から兵庫工場を分離し、川崎車輛として独立。
- 1929年（昭和4年）7月 - 塩江温泉鉄道にガソリン動車を納入し、内燃動車生産に参入。
- 1937年（昭和12年）6月 - 3両編成流線形電気式気動車（キハ43000形）を鉄道省に納入。
- 1957年（昭和32年）8月31日 - 小田急電鉄に3000形（SE車）を納入。
- 1962年（昭和37年）
  - 5月17日 - 国鉄向け新幹線車両1000形B編成1005号車を納入。
  - 5月27日 - 日本初の全アルミニウム合金製電車（2000系）を山陽電気鉄道に納入。
- 1964年（昭和39年）5月1日 - 国鉄向け0系新幹線の納入を開始。
- 1969年（昭和44年）4月1日 - 川崎重工業に吸収合併される。
- 1970年（昭和45年）8月 - 日本初の案内軌条方式ゴムタイヤ地下鉄車両（1000形・2000形）を札幌市交通局に納入。
- 1972年（昭和47年）4月1日 - 汽車製造株式会社を合併。兵庫工場のほか、元汽車製造の宇都宮製作所と大阪製作所が川崎重工業の鉄道車両部門製造工場となる（元汽車製造の工場については後述）。
- 1980年（昭和55年）
  - 5月 - 日本初の実用新交通システムである神戸新交通ポートアイランド線（ポートライナー）向けの車両（8000型）が完成。
  - 7月23日 - 国鉄向けEF64形電気機関車1011号機を納入。創業以来、機関車の製造累計4,500両を達成する。
- 1983年（昭和58年）7月5日 - 初取引となるニューヨーク市地下鉄にR62型ステンレス車両を納入。
- 1989年（平成元年）2月26日 - 日本貨物鉄道（JR貨物）にEF66形100番台を納入。国鉄 - JRへの機関車の納入は7年ぶりとなる。初期の車両は坂出工場（その後川崎造船に移管）で製造された。
- 1990年（平成2年）3月8日 - 東海旅客鉄道（JR東海）に300系の試作車両を納入。
- 1995年（平成7年）7月10日 - 超電導リニアの試作車両MLX01を鉄道総合技術研究所に納入。
- 1996年（平成8年） - 川崎重工業創立100周年および兵庫工場開設90周年を迎える。
- 2000年（平成12年） - 台湾高速鉄道の正式契約を締結。
- 2001年（平成13年）4月1日 - 社内カンパニー制に移行、鉄道車両製造部門は車両カンパニーになる。
- 2004年（平成16年） - 台湾高速鉄道に700T型を納入。
- 2018年（平成30年）12月20日 - 日本貨物鉄道（JR貨物）向けEF210形313号機を製造したことにより、機関車製造累計5,000両を達成した。
- 2021年（令和3年）
  - 3月10日 - 車両カンパニーの分社化に向けた分割準備会社として川崎重工業の完全子会社である川崎車両株式会社（Kawasaki Railcar Manufacturing Co., Ltd.）を設立[8]。1928年 - 1969年の「川崎車輛」とは「りょう」の字が異なり、常用漢字の「川崎車両」となっている。
  - 10月1日 - 川崎重工業が車両カンパニーの全事業を川崎車両に事業譲渡（簡易吸収分割）し、川崎車両としての事業を開始[9]。
- 2023年11月30日　福岡市交通局に4000系車両を製造開始。

## 製造工場
兵庫工場
- 敷地面積 220,400 m2（阪神甲子園球場5 - 6個分に相当）
- 建屋面積 131,500 m2
- 月間標準生産能力 客/電車80両・機関車8両

播磨工場
- 敷地面積 445,000 m2
- 生産品目 貨車、タンク車

加古川車両工場（現・カワサキモータース加古川工場）
- 敷地面積 51,000 m2
  - 1966年（昭和41年）1月7日開設 - ワム80000形有蓋車の長期製造に対応するため、国鉄向け貨車製造の専門工場として加古川車両工場が開設された（兵庫県加古川市平岡）。ワム80000形のほか、ワキ5000形有蓋車、トキ25000形無蓋車などが製造されたが、1971年（昭和46年）6月30日をもって貨車製造を終了し、以降は兵庫工場に移管された。工場前には別府鉄道土山線（1984年廃止）の信号場が設けられており、貨車の出荷用として加古川車両工場と線路が繋がっていた。
  - 加古川車両工場の西側には、1974年（昭和49年）4月に日本国内初の本格的な新交通システム試験線「KCV加古川試験線」が開設された。これは川崎重工業が独自に開発したKCV (Kawasaki Computer-controlled Vehicle)システムの実用化確認のために開設されたもので、1977年（昭和52年）3月まで試験車両を製作し、様々な実用化試験が行われた。試験線は総延長650 mのループ線で、半径20 mの最小曲線や最大70 ‰の勾配、プラットホームなどが設けていた。1979年（昭和54年）5月、神戸新交通ポートライナー用試作車（3両編成）が製造され、本試験線で走行試験が行われた。この試験結果を反映して、ポートライナー用8000型全車両の受注に結び付いた。

1972年（昭和47年）4月の汽車製造との合併後

- 汽車製造東京製造所は閉鎖。跡地は東京都に売却され、公社南砂住宅となる。
- 汽車製造大阪製作所を川崎重工業大阪工場（大阪車両部）へ移管。大阪工場は川崎重工業のディーゼル機関車製造工場となる（敷地の一部が鉄道車両製造用に振り分けられた）。その後、国鉄無煙化計画の達成に伴い、ディーゼル機関車の製造数が激減するため、1975年（昭和50年）3月31日限りで閉鎖して、以後はボイラー、環境装置、機械の工場に転換。その後、経営合理化のため、1988年（昭和63年）1月29日付で完全閉鎖された。跡地の一部は新大阪郵便局・大阪安治川口駅前郵便局となっている。本工場では汽車製造の合併後、国鉄向けDE10形機関車、DE11形機関車、DD14形機関車、DD16形機関車など198両の製造が行われた。大阪車両部における最終出場車はDE10形1737・1738号機であった。
- 汽車製造宇都宮工場を川崎重工業宇都宮工場へ移管。宇都宮工場は川崎重工業の貨車製造工場となる。合併後は国鉄向けコキ50000形コンテナ車、ワム80000形有蓋車、ヨ8000形車掌車、秩父鉄道ヲキ100形・ヲキフ100形などのほか、私有タンク車など約9,000両の貨車が製造された。国鉄分割民営化を控えた1986年（昭和61年）3月31日限りで閉鎖された。閉鎖後、川重系のバス車体製造部門であった川重車体工業がいすゞ自動車の資本参加によりアイ・ケイ・コーチと社名を変更の上、岐阜県各務原市から移転し バス車体製造工場に転換。2021年現在も「ジェイ・バス宇都宮工場」として、いすゞおよび日野自動車の路線バス製造を行っている。

## 台車

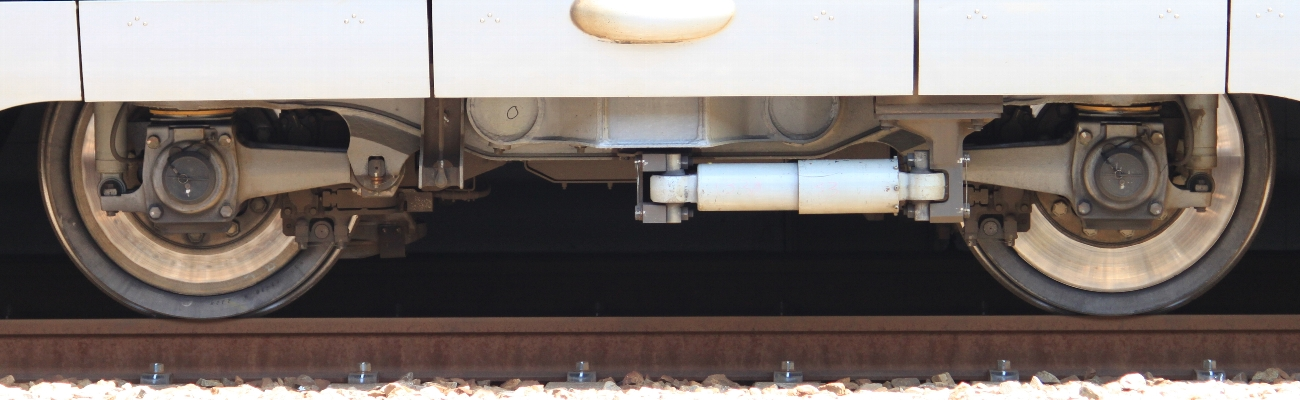
WDT205台車（500系新幹線用）

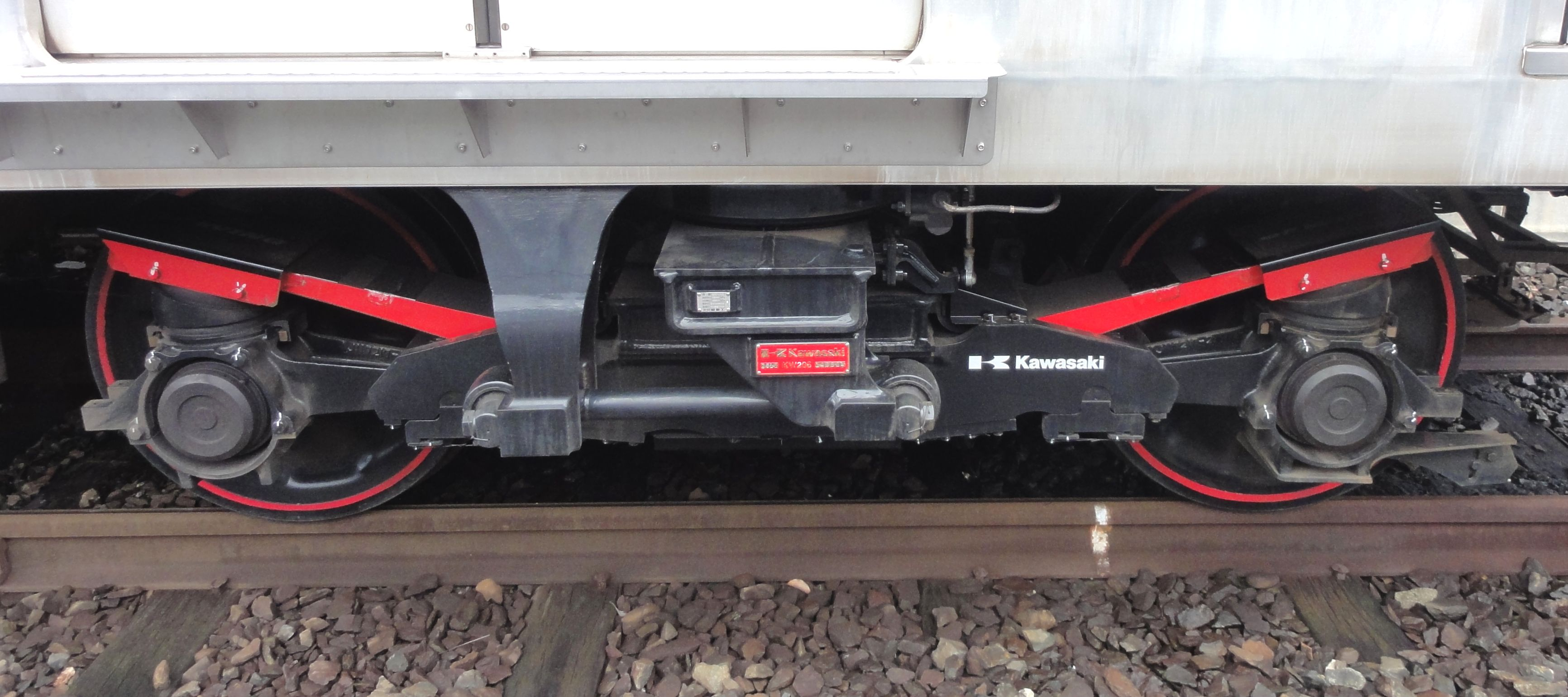
efWING台車

各工場で生産している台車の形式名は、JR向けについては動力車用は「DT」、付随車用では「TR」と国鉄時代からの制式台車の慣例に従っているが、私鉄・第三セクター・地下鉄・海外向けでは「KW」と表記される。
私鉄向け台車形式は戦前の川崎造船所時代から戦後までごく一部の例外を除き、長らく会社としての固有形式名を付与していなかった。しかし第二次世界大戦後は、国鉄の鉄道技術研究所が主導して結成された高速台車振動研究会での研究成果を反映して独自開発され、車両設計を指揮していた岡村馨技師長（当時）の姓と社名それぞれのイニシアルを採って形式を「OK」（岡村 - 川崎）とした一連の軸梁式台車（OK形台車）以降、独自設計の台車については社としての固有形式名が与えられるようになった。
この時点では軸梁式台車以外については従来通り会社としての形式が与えられていなかったが、1961年（昭和36年）の大分交通別大線1000形電車用川崎611以降、OK形以外のペデスタル式台車について社名の「川崎」と設計年度の西暦下2桁+同年度の通算設計順の3桁の数字を組み合わせた型番が採用され、さらに1967年（昭和42年）設計の山陽電気鉄道3000系電車用KW1以降、現行のKW型番の使用が開始された。
また、例外としてエコノミカル台車をはじめとする旧汽車製造大阪製作所の設計チームによる設計を踏襲した台車については、同社社名に由来する「KS」型番がそのまま引き継がれ、新規設計では1976年（昭和51年）の京阪1000系向けKS-77Aまでこの型番の採用が続いた。
なお、京浜急行電鉄向けでは初代1000形の後期以降、東急車輛製造との間で設計を統一し「TH」という型番が付けられているが、川重社内ではこれもKW型番で呼んでいる。形式称号台車形式の末端に「K」が付いていることが多い。
2013年、台車枠に炭素繊維強化プラスチック（CFRP）を使用した台車「efWING」の開発を発表した。2013年グッドデザイン賞を受賞。2014年に熊本電気鉄道で初採用された。

## 銘板とシンボルマーク
製造メーカーの車内表示は、以前は「神戸（改行）川崎重工」→「（リバーマーク）川崎重工」であったが、「フライングK」と称されるモーターサイクル向け商標の「（Kマーク）Kawasaki」が鉄道車両にも使用されるようになり、2001年の「フライングK」＋“Kawasaki”のブランドマーク制定を機に車外銘板も、従来通りの「リバーマーク＋川崎重工」から「フライングKマークの“Kawasaki”」のものに変更された。そのためJR貨物DF200形ディーゼル機関車やJR貨物EF210形電気機関車は、増備途中からは銘板も「フライングKマークの“Kawasaki”」ロゴに変更されている。

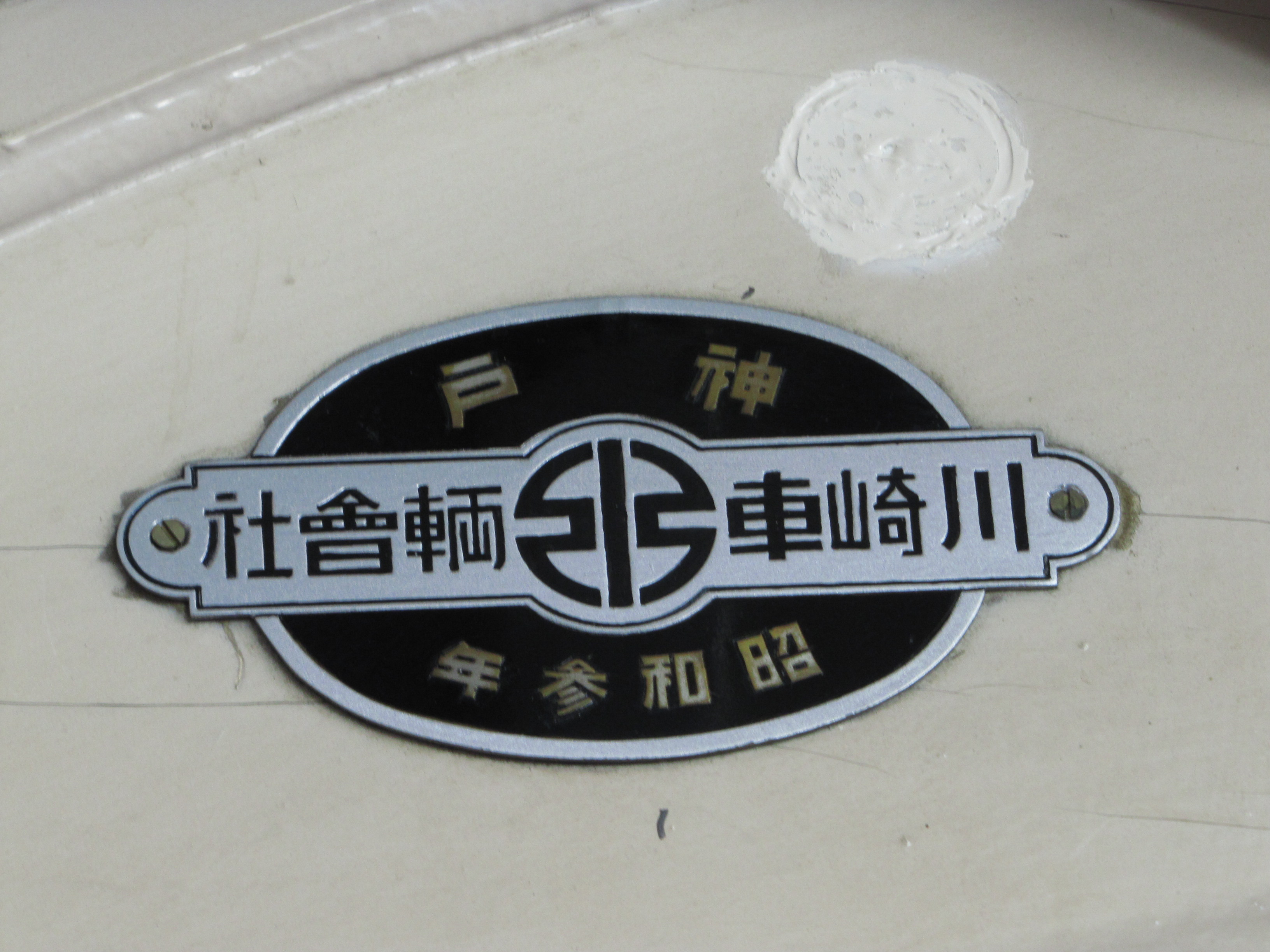
川崎車輌時代の車内銘板 （阪堺電気軌道161形電車）
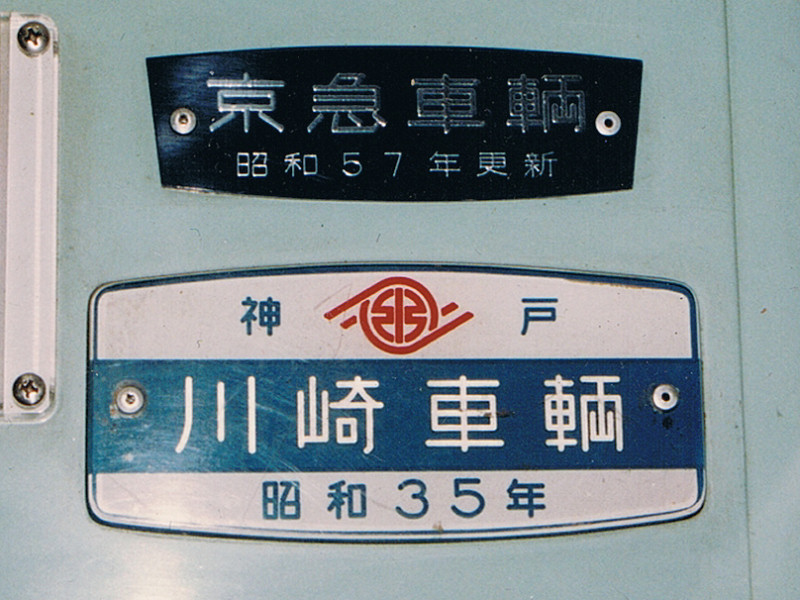
川崎車輌時代の車内銘板（下） （京急初代1000形電車）
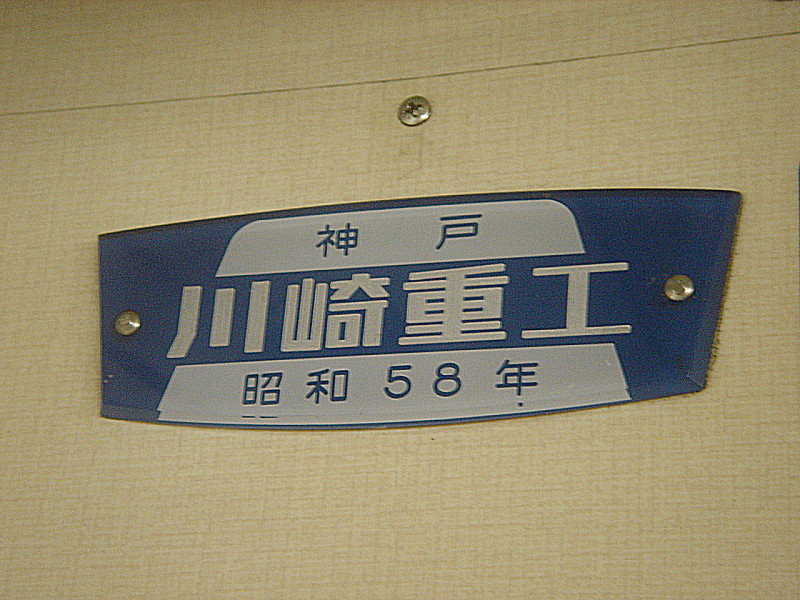
車内銘板（旧旧タイプ） （東京地下鉄01系電車）
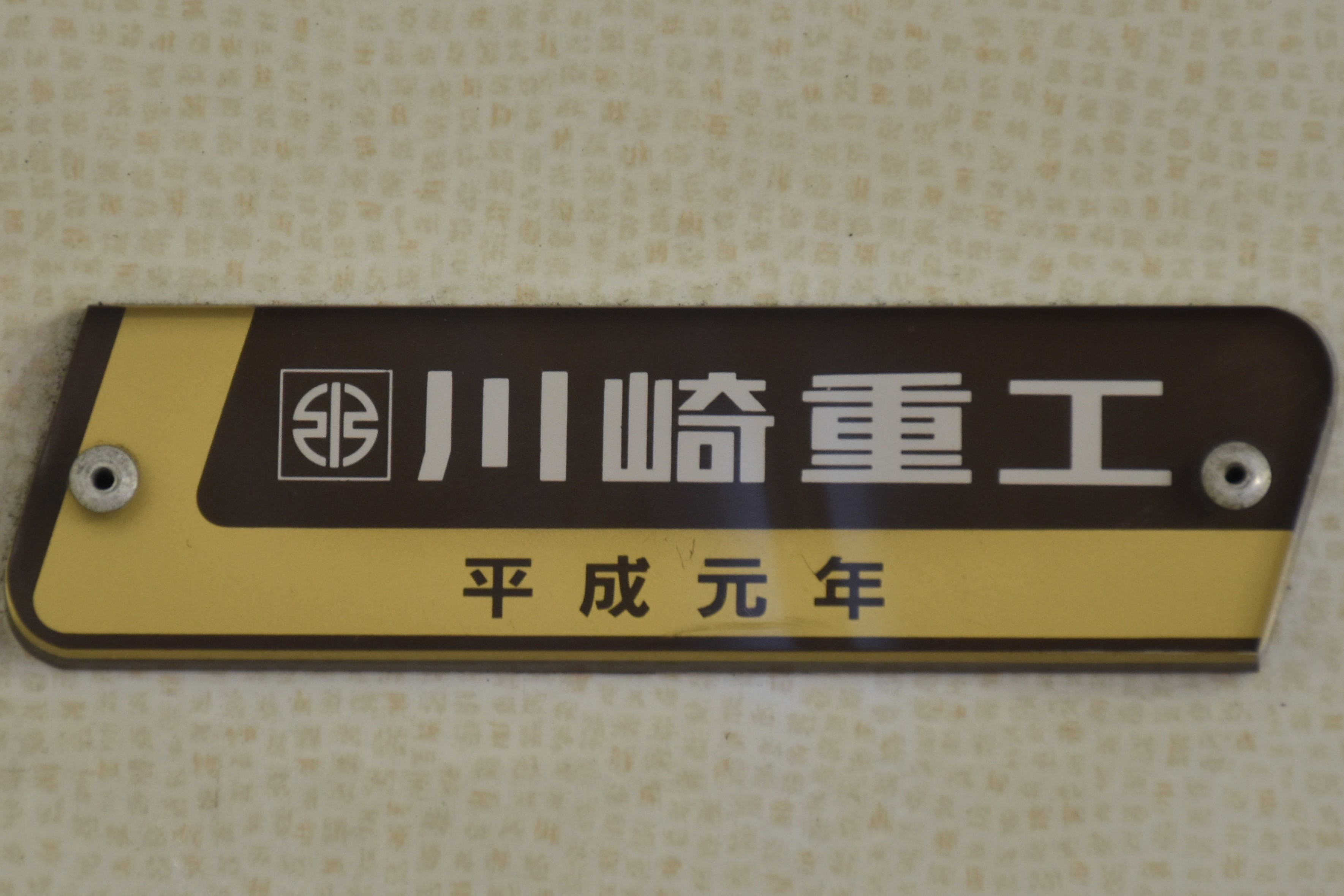
車内銘板（旧タイプ） （JR東海211系5000番台）
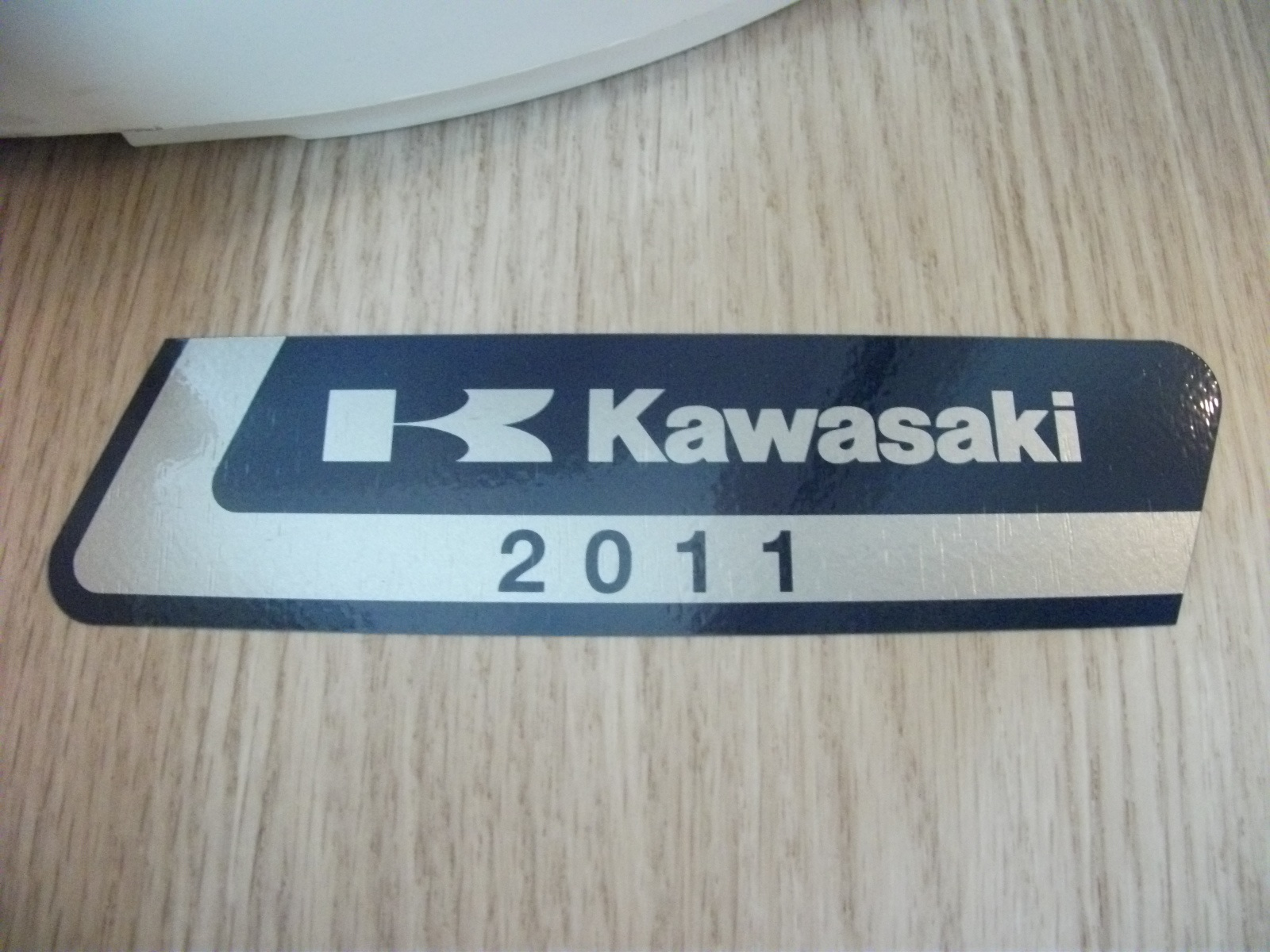
車内銘板 （旧タイプ・Kawasaki表記） （JR東日本E5系電車）
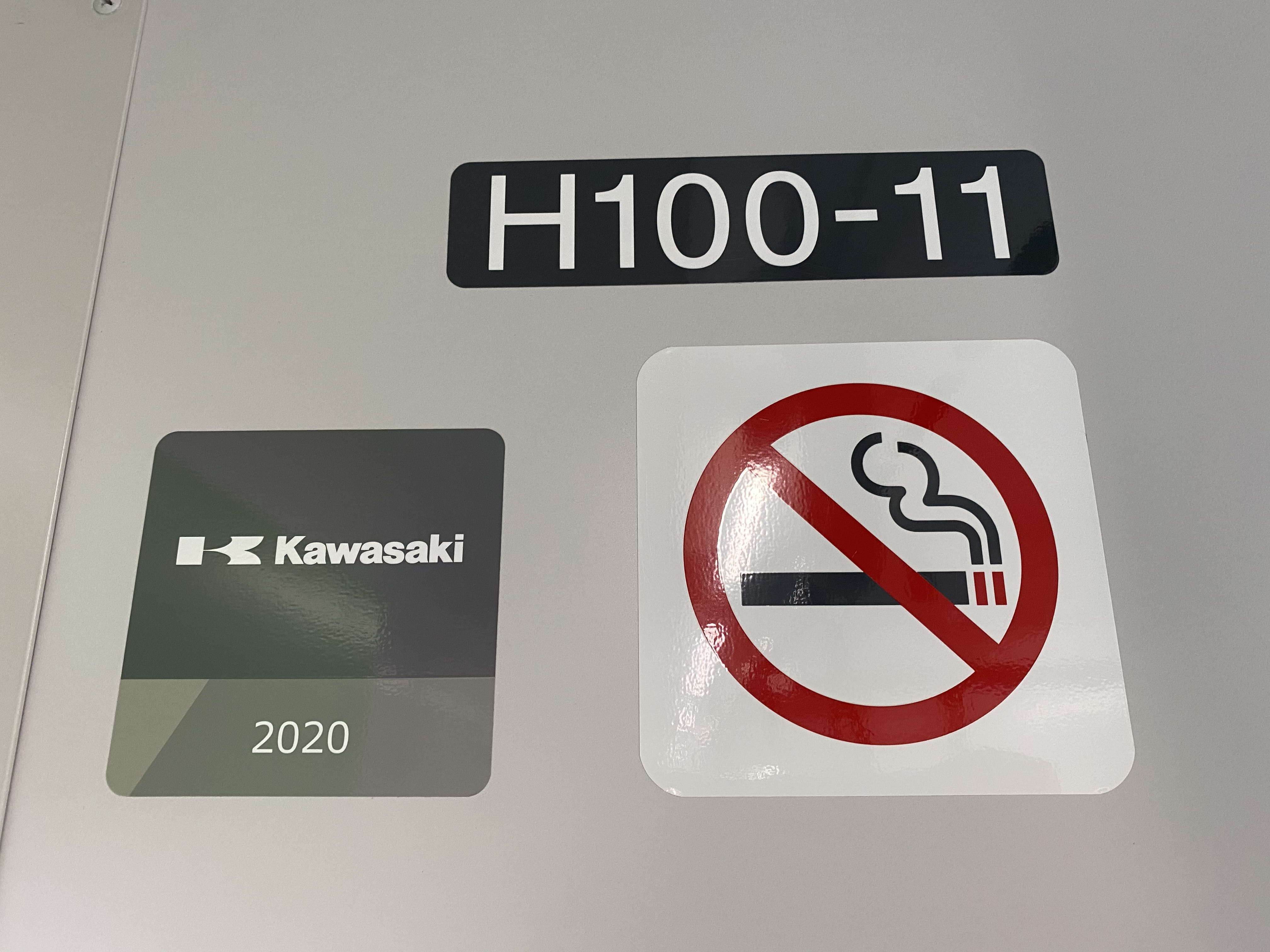
車内銘板（現行タイプ） （JR北海道H100形気動車）
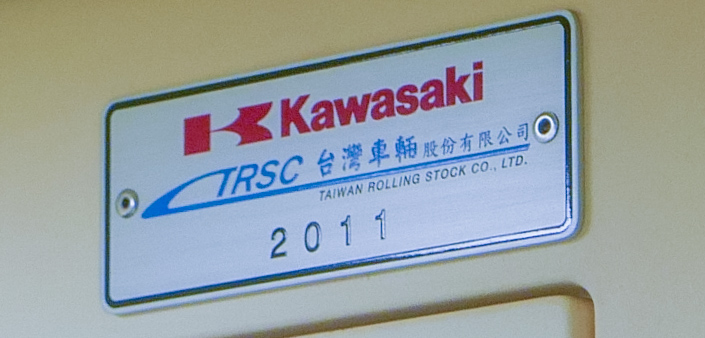
車内銘板（海外向け） （台北捷運C381型）
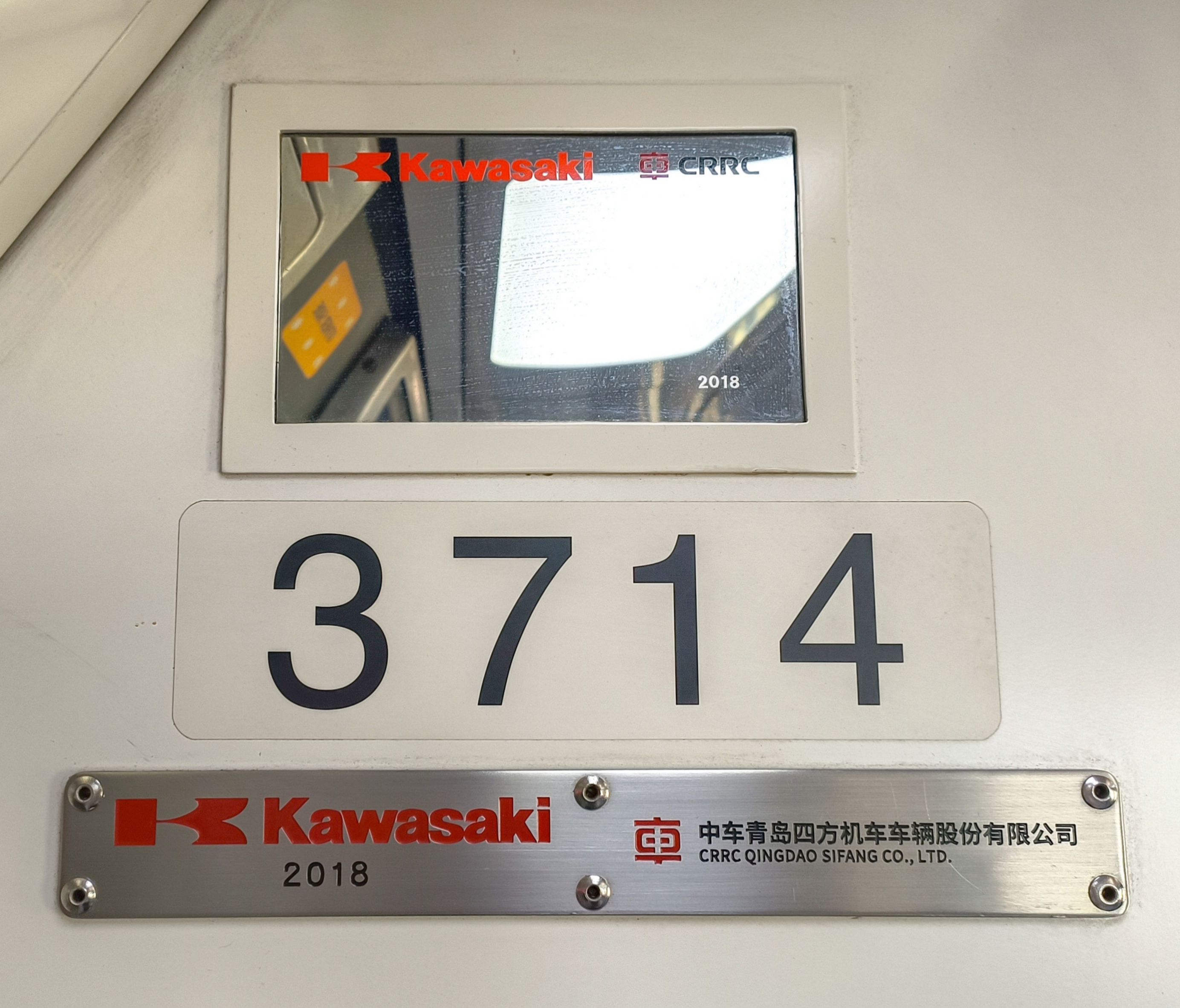
車内銘板（海外向け） （SMRTトレインズC151C型）
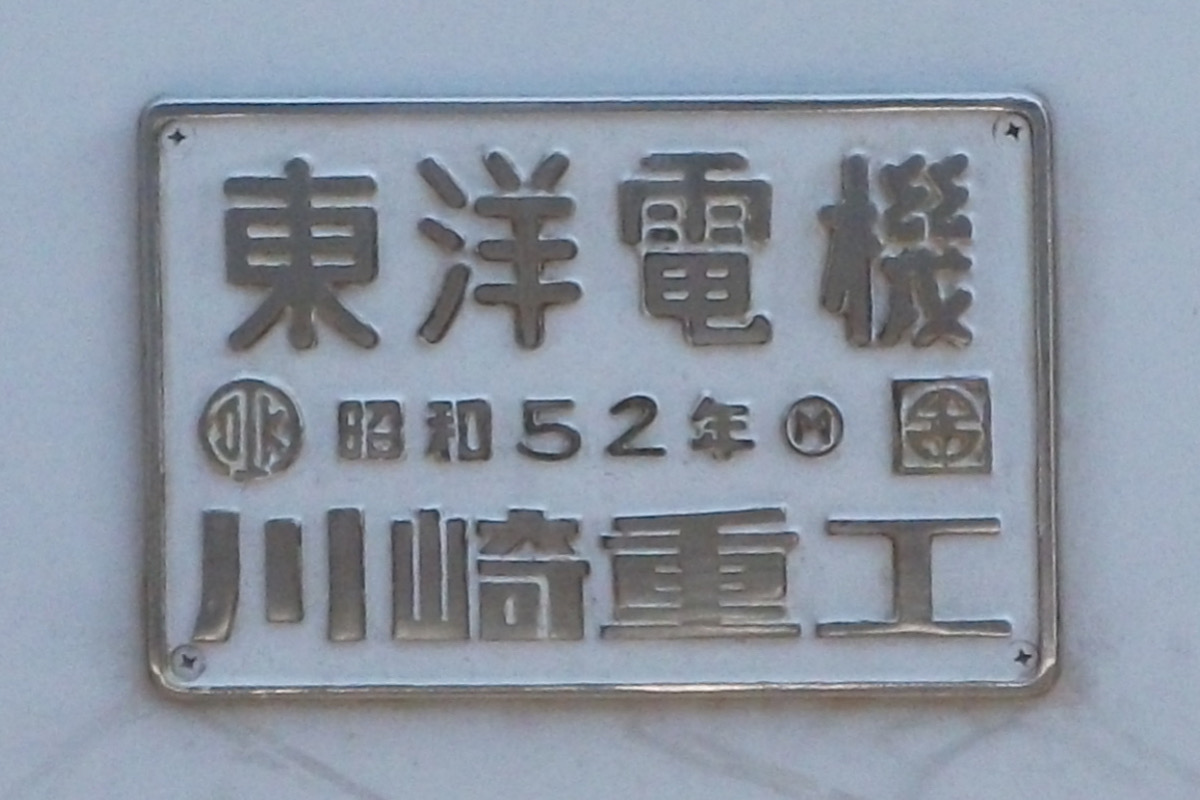
製造銘板 （国鉄EF65形電気機関車、東洋電機製造との2社連記）
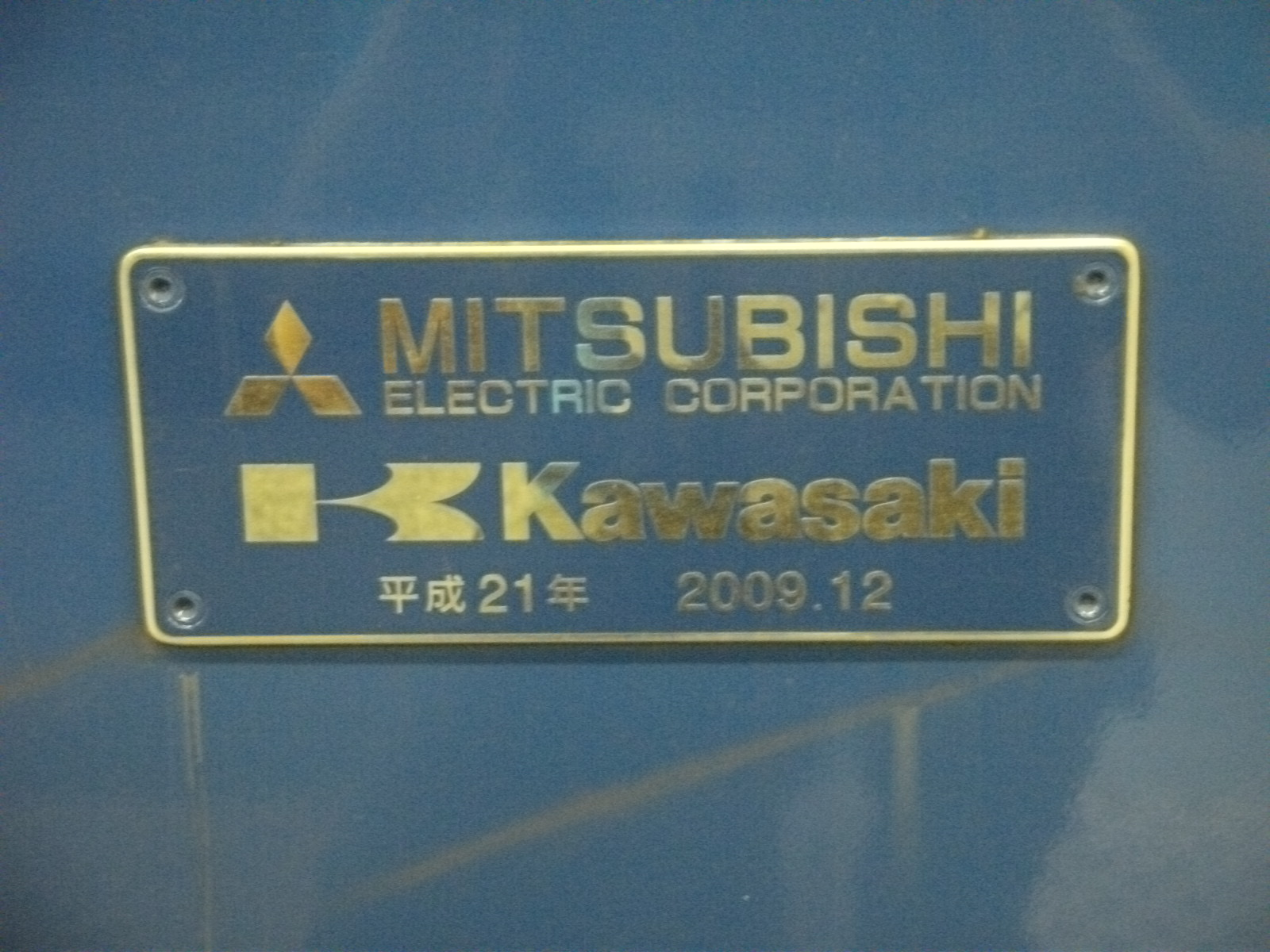
製造銘板 （JR東日本EF510形500番台電気機関車、三菱電機との2社連記）
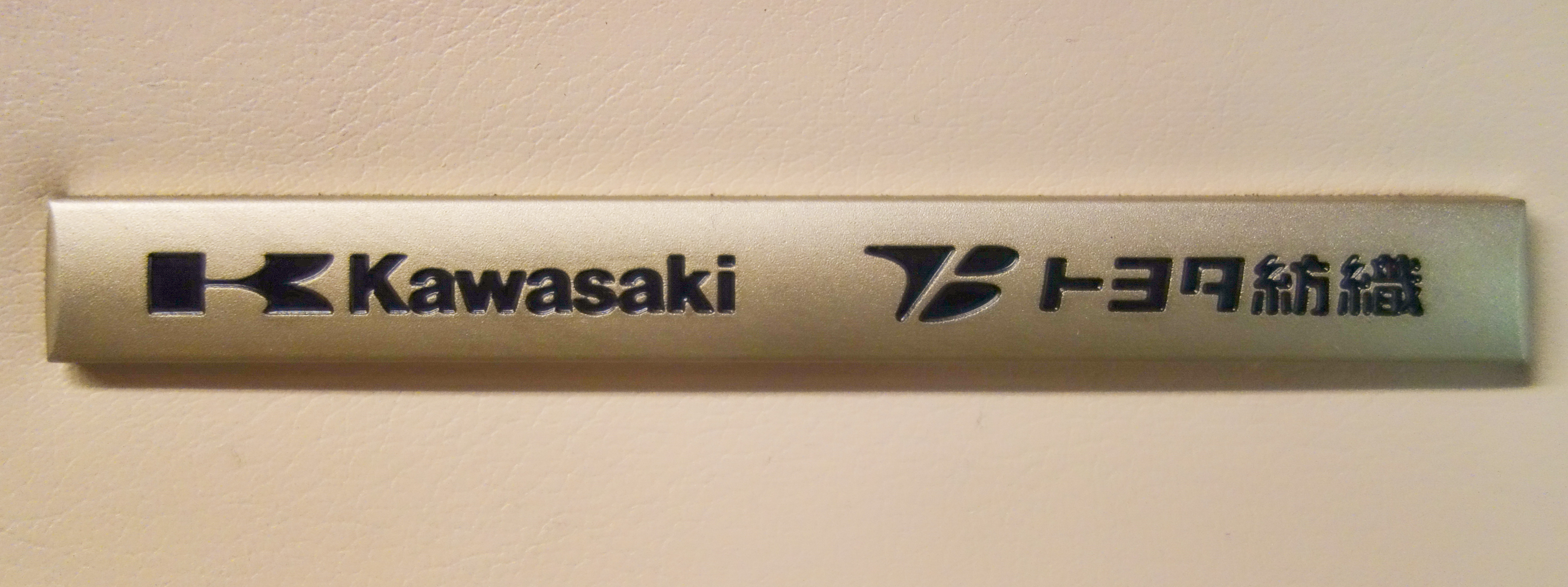
座席銘版（グランクラス） （JR東日本E7系）

## 納入実績

### 国鉄、JRへの納車例
新幹線（JR各社も参照）
- 921形、922形、923形、E926形、800系[注 16]、N700A以降の東海道・山陽・九州新幹線用車両以外の全形式。

鉄道院→鉄道省→日本国有鉄道（国鉄）
- 63系、103系、151系、485系、583系、211系、C57形、EF65形など昭和期の鉄道車両全般

北海道旅客鉄道（JR北海道）
- 721系
- 731系
- 733系
- 785系
- 789系
- H100形[注 17]
- キハ285系（試作のみ）
- キハ261系1000番台[注 18]・5000番台[注 19]

東日本旅客鉄道（JR東日本）
- 651系（全車両）、251系、209系、E231系、E233系、E331系（8 - 14号車、試作のみで量産には至らず）、E531系、701系、E721系、EF510形500番台、E001形（7両のみ）、GV-E400系、E261系（1 - 3号車）など
  - 2012年（平成24年）に子会社として総合車両製作所を発足（東急車輛製造を継承）して以降は在来線向け車両の受注は2016年のE001形や2018年のGV-E400系などに限られている。なお、JR東日本の新幹線車両の製造は日立製作所、総合車両製作所とともに現在も継続している。

東海旅客鉄道（JR東海）
- 新幹線各形式、311系・371系・383系
  - 在来線車両は1996年（平成8年）製造の383系量産車、新幹線車両は2009年（平成21年）8月26日落成のN700系Z36編成（現X36編成）を最後に、同社からの受注は途絶えた[注 20]。2011年（平成23年）から2012年（平成24年）にかけての213系5000番台の飯田線への転用改造は近畿車輛で行われた[注 21]。

西日本旅客鉄道（JR西日本）
- 281系電車、283系電車、285系電車、287系電車「くろしお」、681系電車、683系電車[注 23]、221系電車[注 24]、223系電車、225系電車、227系電車、521系電車（100番台を除く）、125系電車（全車両）、207系電車[注 25]、323系電車、87系気動車（キサイネ86-1・101・201・301・401）、DEC700形気動車など
  - 新幹線車両は、山陽新幹線では100系からN700系までの形式を製造した[28]。また、北陸新幹線用のW7系のうちW1・W3・W5・W6編成の合計4編成を製造した。500系新幹線は、旧1〜6号車を製造した[注 26]。N700系は3000番台と7000番台の一部編成を製造したが、N700A・N700SはJR西日本所属編成も全て日立製作所と日本車輌で製造されている。

四国旅客鉄道（JR四国）
- 5000系電車（5000形・5200形）[注 27]、8600系電車、2600系気動車、2700系気動車
  - 5000系（5000形・5200形）まで取引がなかった[注 27]。

九州旅客鉄道（JR九州）
- N700系8000番台、DF200形7000番台「ななつ星 in 九州」、YC1系、DD200形700番台
  - N700系8000番台まで取引がなかったが、2018年（平成30年）現在は上記3形式の受注実績がある。他に、全て日立製作所で製造した800系新幹線電車・305系電車は台車のみ製造。

日本貨物鉄道（JR貨物）
- EF66形100番台、EF210形、EF500形（試作のみで量産には至らず）、EF510形、DF200形、コキ100系コンテナ車
  - EF66形100番台は一部を除き坂出工場で製造、EF64形1000番台は構体を宇都宮工場で製造した。
  - 2000年代以降、JR向けの機関車を製造しているのは川崎重工業と東芝のみである。JR旅客会社向けの機関車（JR東日本のEF510とJR九州のDF200・DD200）は川崎重工業のみで製造された。
  - 電気機関車に関しては、国鉄時代は富士電機[注 28]・東洋電機製造と共同で製作していたが[注 29]、JR化後の電気機関車は三菱電機と共同で製作している[注 30]。なお、DF200は東芝と共同で製作した。

### 大手私鉄向け実績
- 東武鉄道 - 500系[29]

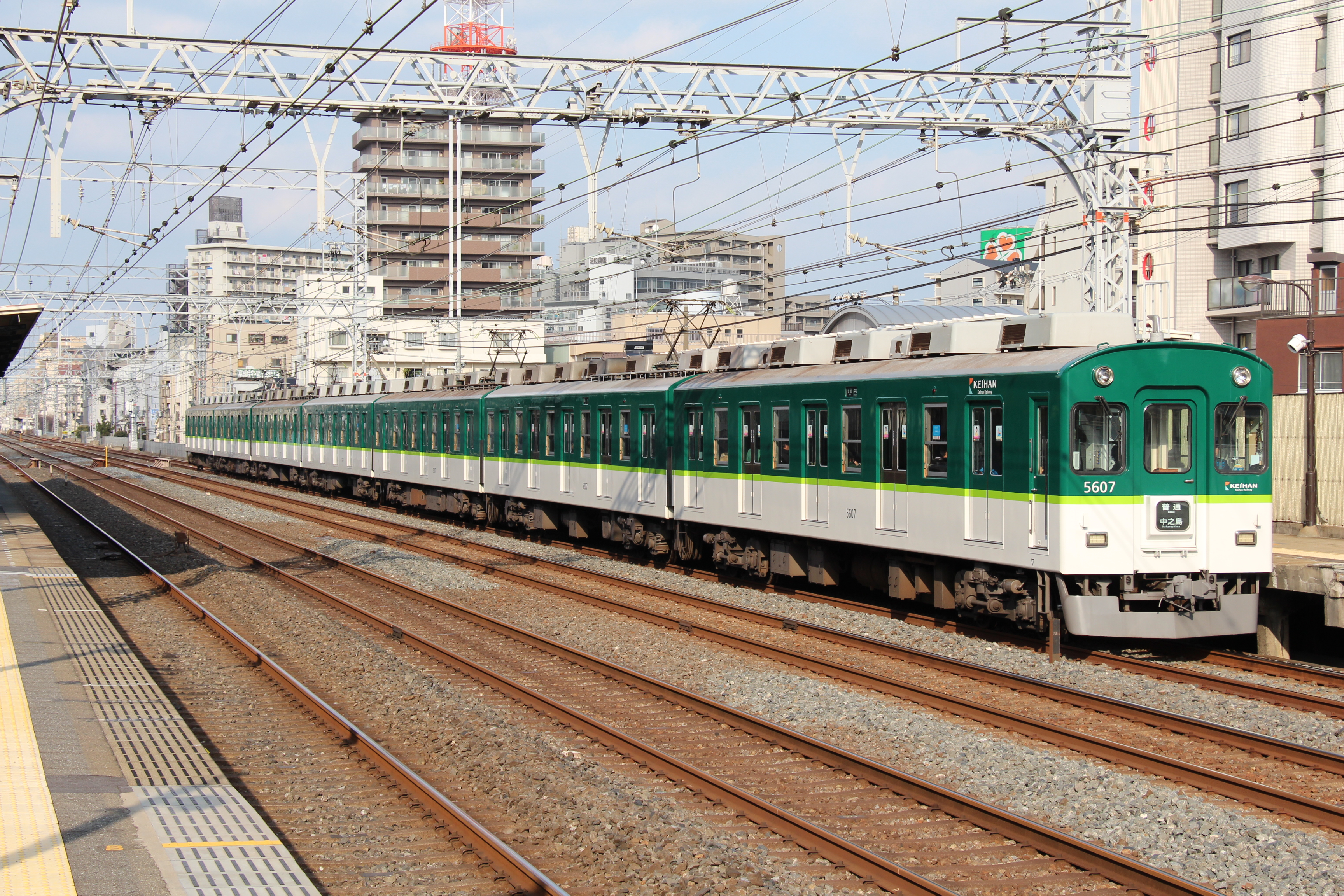
日本初の全車両5扉車である京阪電気鉄道5000系

- 小田急電鉄 - 50000形VSE以降を除くロマンスカー、4000形（2代目）を除く通勤型各形式の一部[注 31]。
- 京阪電気鉄道 - 2200系以降の京阪線全車両、京津線800系、鋼索線客車（2代目）も製造。
- 京浜急行電鉄 - 旅客用車両の全形式（およそ半数の車両を製作。残りは東急車輛製造→総合車両製作所横浜事業所にて製作）。
- 帝都高速度交通営団 - 08系以外の全ての形式。03系は第1編成のみ。
  - 前身の東京地下鉄道1200形（一部）、東京高速鉄道100形（全車両）も製造。
  - 東京地下鉄 - 16000系の一部[注 32]、9000系8両化に伴う増結用中間車。
- 西日本鉄道 - 600形（2代目）以降、鉄道線の全車両。現在在籍する車両が全て当社製となっている。
- 阪急電鉄 - 600系[30]、900系[31]など戦前の阪神急行電鉄の車両の一部と、新京阪鉄道由来の100系の一部[32]。
- 阪神電気鉄道 - 9000系全車両[33]、5500系の一部[34]、戦前の小型車 - 1965年までの各形式の一部。
- 西武鉄道 - 151系（典型的な昭和初期の川崎造船型）、40000系（平成に入って初）、001系（台車のみ、車体は日立製作所）
- 京成電鉄 - 3500形（一部、合併した汽車会社の取引を引き継いだもの。1979年6月を最後に取引なし）
- 東急電鉄 - デハ60形、デハ70形、3150形、3200形、3300形、3400形、3450形、3500形、3650形、3660形、3700形、3750形、3850形、東京横浜電鉄キハ1形（戦前の目黒蒲田電鉄、東京横浜電鉄時代および戦後の東京急行電鉄3850形までの大部分の車両）。3850形3855号車以降の新造車は一部例外を除き東急車輛製造→総合車両製作所にて製造しており、現在は取引なし。

### 準大手私鉄・中小私鉄・第三セクター

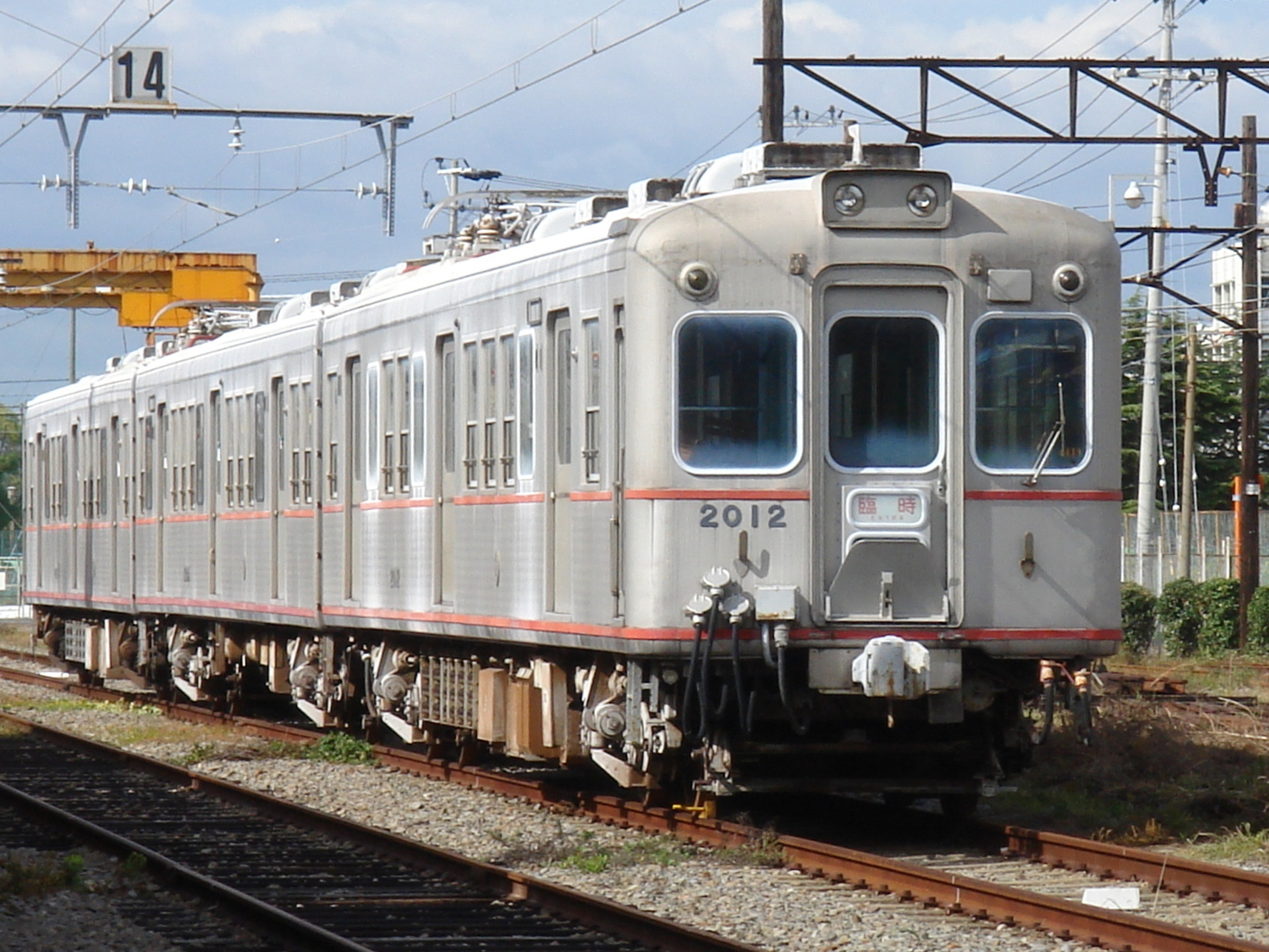
日本初の全アルミニウム合金製の山陽電気鉄道2000系

- 泉北高速鉄道 - 5000系の一部と7000系・7020系の全車両。
- 神戸電鉄 - 1948年のデ201形以降[35]
- 埼玉高速鉄道（全車両）[注 33]
- 山陽電気鉄道（全車両）
- 首都圏新都市鉄道（つくばエクスプレス） - TX-1000系（全車両）、TX-2000系の台車も全数製造している。
- 仙台空港鉄道 - SAT721系 （全車両）
- 東京臨海高速鉄道 - 70-000形（全車両）
- 北越急行 - 683系8000番台（構体のみ。艤装は新潟トランシスが担当）
- あいの風とやま鉄道 - 521系1000番台
- 大阪市高速電気軌道（Osaka Metro） - 30000系（第10編成以降）
- 北神急行電鉄（全車両）
- 阪堺電気軌道 - モ151形,モ161形[注 34]
- 叡山電鉄 - デオ730形（デオ732、観光用車両「ひえい」への改造）[注 35]
- 箱根登山鉄道 - チキ3形以降の鉄道線全車両
- 黒部峡谷鉄道 - EDV形（関西電力名義で受注）
- 秩父鉄道 - ヲキ100・ヲキフ100形（汽車製造時代より製造が続けられ、統合後も1973年まで増備された。当社製では、リベットのない溶接構造となった後期型にあたる）

### 公営企業向け実績

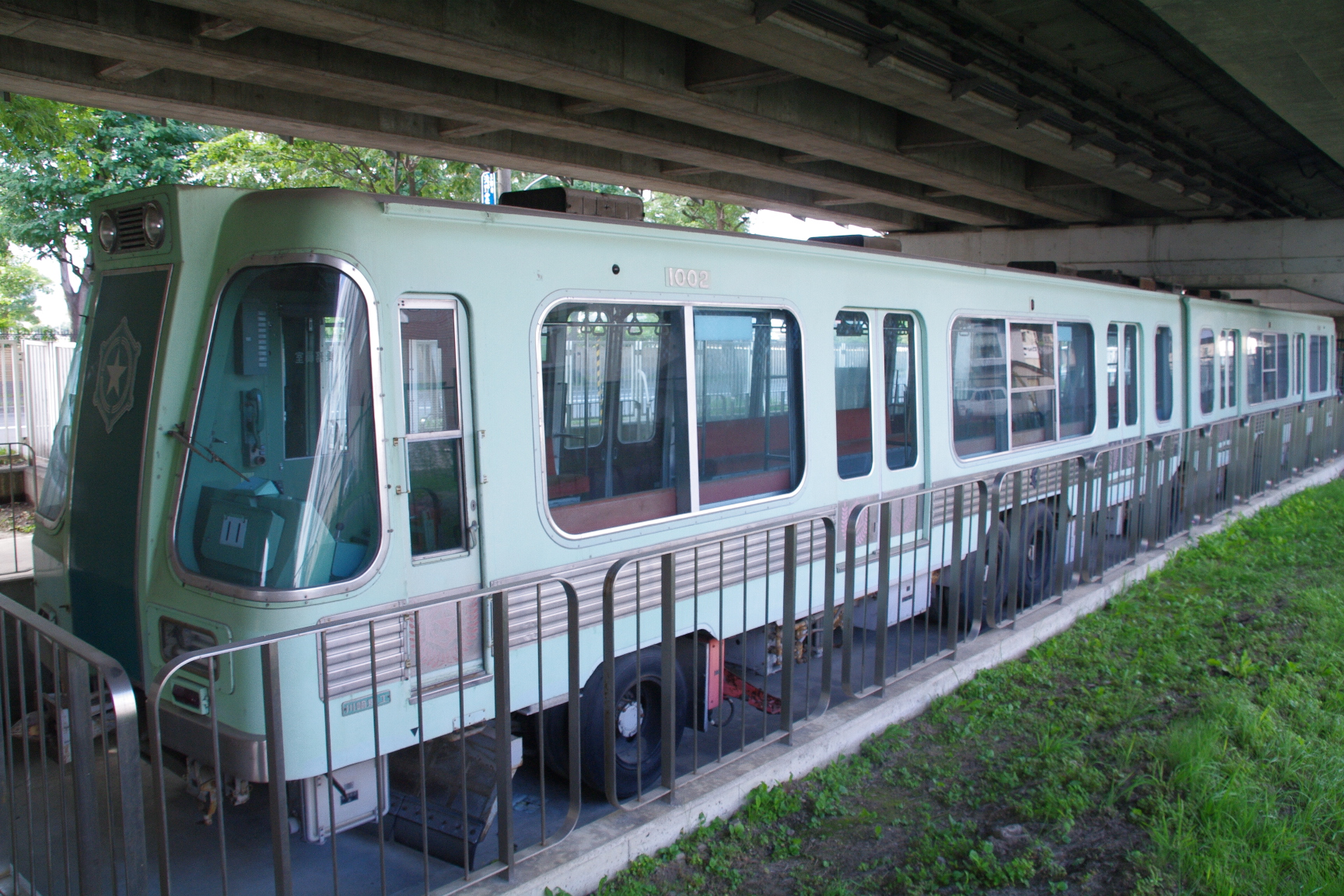
日本初の案内軌条方式ゴムタイヤ地下鉄となった札幌市営地下鉄1000形

- 札幌市交通局 - 地下鉄（全車両）、路面電車（一部）
- 仙台市交通局 - 仙台市電、1000系（全車両）
- 東京都交通局 - 都電は王子電気軌道の引継車のみ。地下鉄は5000形、5300形、6000形、10-000形、6300形[注 36]、12-600形
- 横浜市交通局 - 1000形（一部）、10000形（全車両）、4000形
- 大阪市交通局 - 大阪市電、ニュートラム（100系、100A系と200系）を除く[注 37]。
- 神戸市交通局 - 神戸市電、神戸市営地下鉄全車両（北神急行電鉄から譲受した車両も含む）
- 京都市交通局 - 京都市電
- 姫路市交通局
- 福岡市交通局 - 1000系（一部）、2000系（一部）、4000系（全車両）

### モノレール・新交通システム
- 大阪高速鉄道（現：大阪モノレール）

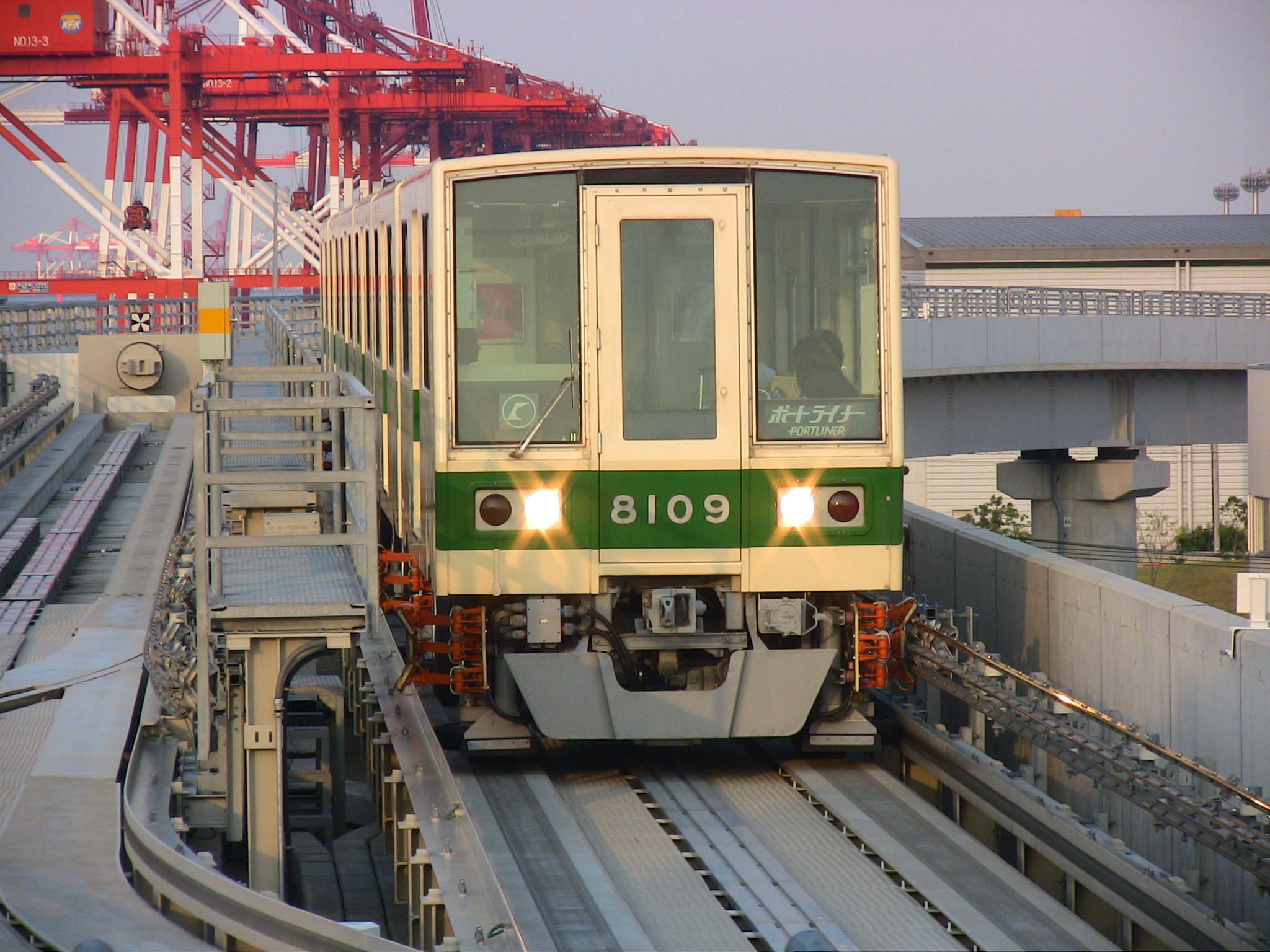
日本初の新交通システム車両の神戸新交通8000型

- 沖縄都市モノレール（第8 - 第12編成）
- 神戸新交通（全車両）
- 北九州高速鉄道（第7 - 第10編成）
- 埼玉新都市交通
- 多摩都市モノレール
- 広島高速交通

### 特殊車両
- トロリーバス（京都市電気局4形・東京都交通局200形）[36]
- ケーブルカー、ロープウエイ
- 陸軍兵器本部 - K2形蒸気機関車[37]47両
- 陸軍兵器廠 - 91式無蓋貨車、97式軽貨車 [37]283両

### 国外輸出実績
高速鉄道車両
- 台湾高速鉄道700T型電車
- 中国高速鉄道CRH2型電車

アジア
- マレーシア鉄道公社
  - マレー鉄道クラス24ディーゼル機関車
  - 軽量客車
- SMRTトレインズ
  - シンガポール地下鉄C151形電車
  - シンガポール地下鉄C751B形電車
  - シンガポール地下鉄C151A形電車
  - シンガポール地下鉄C151B形電車
  - シンガポール地下鉄C151C形電車
- 台湾鉄路管理局
  - E500形機関車
  - E800形機関車
  - C55形機関車
  - D51形機関車
  - C57形機関車
  - キハ200形ガソリン動車
  - キハ400形ガソリン動車
  - オハ32000形三等客車
  - オハ32100形三等客車
  - TP32600形通勤形客車
  - TP32850形通勤形客車
  - SP32400形特急形客車
  - ワタ7000形15t積み有蓋車
  - ワタ16000形15t積み有蓋車
  - レヌ300形12t積み冷蔵車
  - ウシ300形10t積み豚積車
  - トル10000形25t積み無蓋車
  - ナマ300形20t積み長物車
- 台北捷運

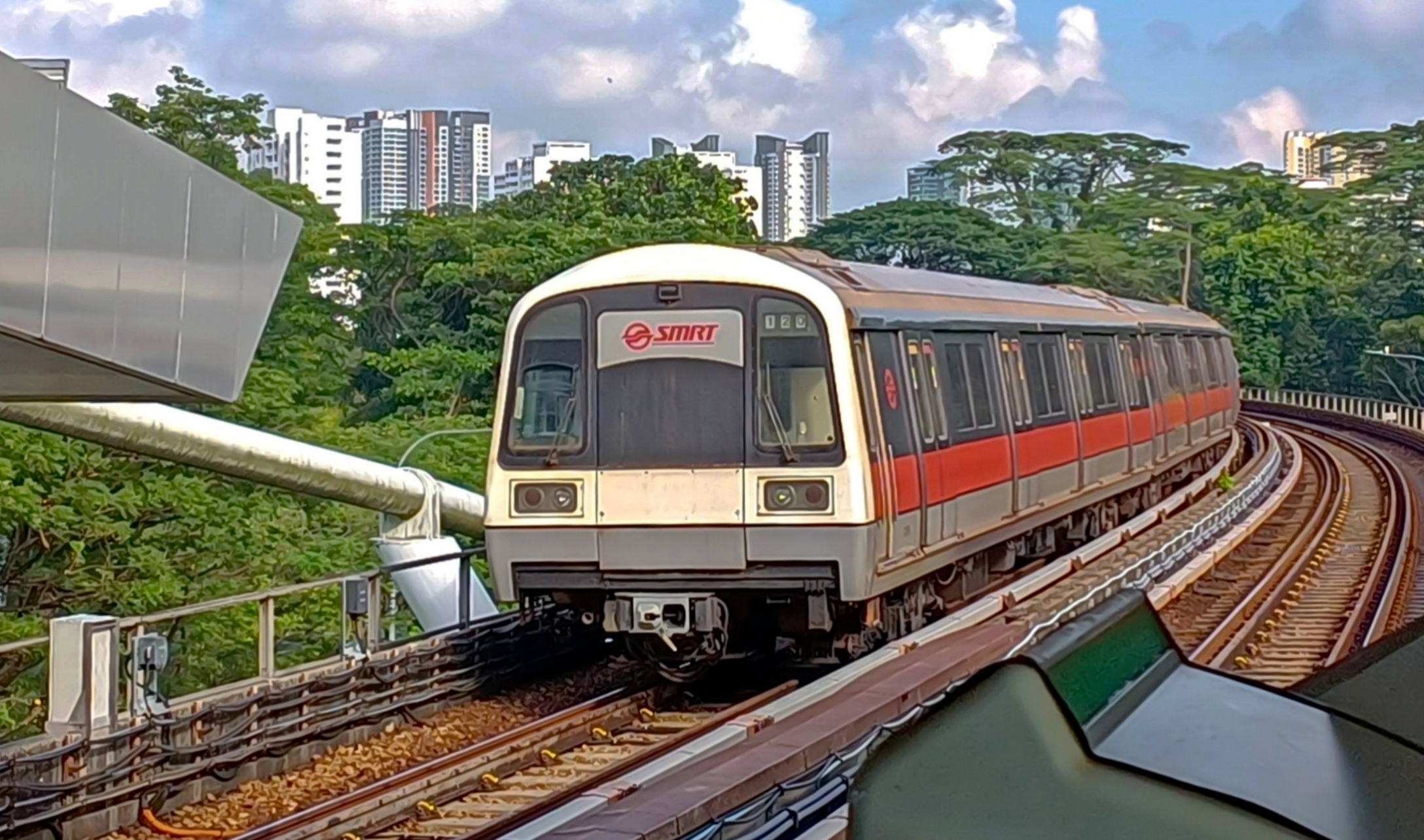
シンガポール地下鉄C151形電車

  - 台北捷運301型電車（米URCで最終組立）
  - 台北捷運371型電車
  - 台北捷運381型電車
- 桃園捷運
  - 桃園捷運1000型電車
  - 桃園捷運2000型電車
- 台中捷運
  - 台中捷運中運量電車
- 中華人民共和国鉄道部
  - 中国国鉄6K型電気機関車
- 九広鉄路
  - 九広鉄路SP1900形電車（九広西鉄10編成）
  - 九広軽鉄川崎電車（1071-1090・1201-1210）（軽鉄）
- 南満洲鉄道
  - パシナ形蒸気機関車
- サバ州立鉄道
  - 5200形ディーゼル機関車
- サウジアラビア鉄道機構（英語版）
  - 貨車

他多数
北米・中南米
- ニューヨーク州都市交通局（MTA）
  - R62 - 日系メーカーとして初めてのニューヨーク市営地下鉄との一般営業車両の取引
  - R142A
  - R143
  - R160B
  - R110A形
  - R188
  - R211
- ロングアイランド鉄道
  - C3形客車 - 通勤用2階建車両
  - M9形
- メトロノース鉄道
  - M8形 - 第三軌条方式と架空電車線方式の両方に対応する交直流通勤型電車
- パストレイン
  - PA4形電車
  - PA5形電車
- マサチューセッツ湾交通局
  - 通勤用2階建客車
- MARC - メリーランド州の通勤鉄道 
  - MARC III - 通勤用2階建客車
- 南東ペンシルベニア交通局（SEPTA）
  - 100形/9000形電車 - 路面電車車両
  - ブロードウェイ線用地下鉄車両
- ワシントンメトロ
  - 7000系電車
- パナマ運河庁
  - 船舶牽引用電気機関車"Mule"[注 38]
- ソロカバナ鉄道（ポルトガル語版） - ブラジル・サンパウロ州の狭軌鉄道
  - 100形
- チリ国鉄
  - 特急電車AEZ
  - 近郊電車AEL
- アルゼンチン国鉄
  - ミトレ線・サルミエント線電車（M.U.1000/M.U.2000[←7000]）
  - ウルキサ線電車（M.U.3800/M.F.U.3900）
  - ロカ線電車（M./R.4000）

戦前・戦時中など
- 南満洲鉄道、台湾鉄道部、朝鮮鉄道、華北交通、華中鉄道、京春鉄道、平北鉄道、同蒲鉄路、満洲林業など外地向け蒸気機関車、電気機関車、客車、客車など[38]。特にあじあ号に使用されたパシナ形は兵庫工場で9両（973 -981号）が製造されている[38]。

## 研究開発中
- SWIMO - 架線不要の充電式超低床電車。
- efSET - 時速350 km/hを目標とする高速鉄道車両。

## 鉄道関連製品
- FRP成形部品[39][39]（国鉄583系寝台、便所ユニット、窓枠、内装材等[39]）
- ホームドア（東京メトロ南北線・京都市交通局東西線[37]）
- リアクションプレート
- 新幹線車両用連続換気装置
- 新交通システム用自動検査装置
- 鉄道車両用大型環境試験設備
- 鉄道車両用構体荷重試験装置
- 空気ばねストローク式車体傾斜装置

## 関連会社
- アルナ輸送機用品株式会社
- 川重車両テクノ株式会社
- 川重車両コンポ株式会社
- 札幌川重車両エンジニアリング株式会社
- 株式会社NICHIJO

## 完成車両の輸送方法
車両を製造している兵庫工場の周辺には山陽本線支線（和田岬線）と兵庫運河がある。完成した車両は以下の方法で運搬される。
- 和田岬線、山陽本線を通して鷹取駅（神戸貨物ターミナル駅）まで運搬後、各事業者の車両基地まで直接運搬（甲種輸送）。主にJRやJRと線路がつながっている私鉄・地下鉄が発注した車両がこの方法を使う。西日本旅客鉄道（JR西日本）在来線向けの車両や、日本貨物鉄道（JR貨物）の吹田機関区所属車両の場合は鷹取駅から自力回送することが多い。なお、国鉄時代は現在のJR西日本エリア以外の車両も鷹取から試運転を兼ねて自力回送されていた。
- 工場から甲種輸送によって最寄取り降ろし貨物駅まで輸送後、鉄道車両専用のトレーラーを使って、深夜帯に各事業者の車両基地まで運搬。主にJRと線路のつながっていない各私鉄や地下鉄が発注した車両がこの方法を使う。
- 工場から甲種輸送によって総合車両製作所横浜事業所に送り込む。京浜急行電鉄、東京都交通局（都営地下鉄浅草線）への新造車輸送に使われる方法で、1972年から1979年までは京成電鉄向けもこの方法を使用していた。標準軌台車への付け替えや最終整備は横浜事業所にて行われる。このためJR横須賀線逗子駅から京急逗子線を通って横浜事業所まではJRと同じ狭軌の線路が三線軌条形式で敷かれている。
詳細は「京急逗子線#その他」、「逗子駅#総合車両製作所横浜事業所専用鉄道（池子線）」、「総合車両製作所#横浜事業所回送線」、「日本車輌製造#車両輸送について」を参照。
- 工場から直接鉄道車両専用のトレーラーを使って鉄道事業者の受け取り設備まで道路輸送、地元警察の許可を得て真夜中に各事業者の車両基地まで運搬される。東海旅客鉄道（JR東海）発注の新幹線車両の鳥飼車両基地への輸送、山陽電気鉄道・神戸電鉄・神戸市交通局・京阪電気鉄道・大阪市高速電気軌道（Osaka Metro）への新造車輸送がこの方法で行われている。
  - 新交通システムの車両の場合、車体が小さく一般的なトラックの荷台に積載可能なことから、専用のトレーラーは使わず一般的な大型トラックで輸送する。
- 工場裏にある兵庫運河から、貨物船を使って各鉄道事業者の最寄の港まで運搬。主に北海道地区（特に北海道新幹線H5系[注 39]、札幌市営地下鉄）の車両や、JR西日本[注 40]・東日本旅客鉄道（JR東日本）発注の新幹線車両はこの方法を用いる。なお、阪神・淡路大震災直後は、JR東海向け新幹線車両や京阪向け新造車も泉北港まで海上輸送され、そこからトレーラーで車両基地へ陸送された。
  - また、西日本鉄道向けの新造車はトレーラーを用いた陸送と海上輸送を組み合わせており、六甲アイランドフェリーターミナルもしくは泉大津港フェリーターミナルまで陸送し、門司港までカーフェリーで輸送し、門司港から筑紫車両基地まで再び陸送する。
  - JR東日本の新幹線直行特急用車両の場合、車両の寸法は在来線と同程度であるため在来線を甲種輸送する場合もあるが、一部はフル規格の車両と同じく海上輸送されている（特に、山形新幹線向け車両の場合は山形駅・山形新幹線車両センターまで貨物列車を運行できないため、仙台港まで海上輸送してから新幹線総合車両センターに搬入する。E3系1000番台までは岩切駅まで甲種輸送して新幹線総合車両センターに搬入していた）。
- 日本国外への輸出車両については通関手続のために神戸港までトレーラーで輸送されるが、工場内の岸壁から直接船積みされる場合[40]もある。

## 構内踏切

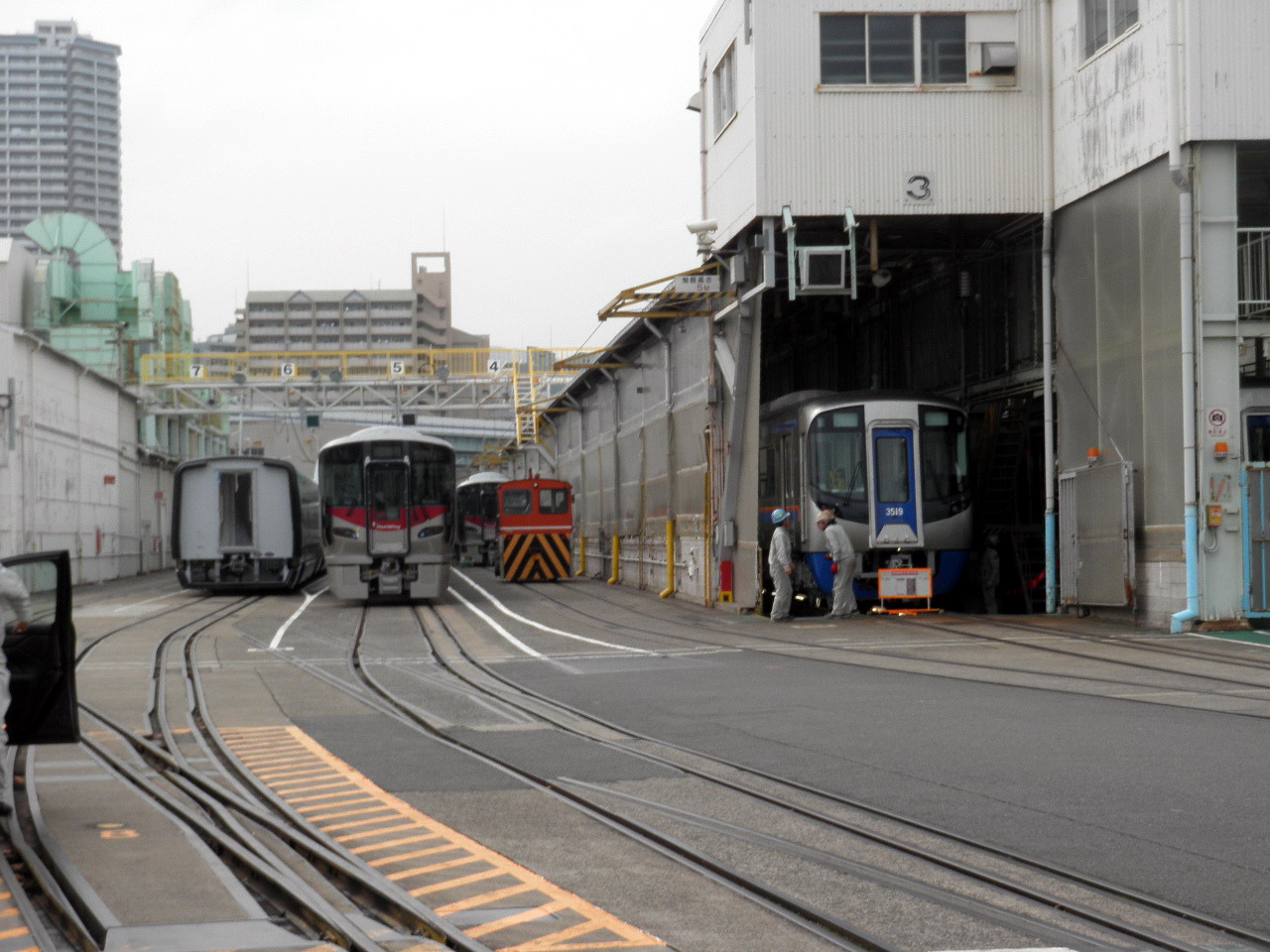
構内踏切から見た兵庫工場（2015年12月撮影）

兵庫工場は鉄道工場としては唯一、工場構内を市道が貫通し、踏切も設置されている。この市道はちょうど車両搬入口と和田岬線を繋ぐ引き込み線周辺や工場構内の試運転線や工場ピットが密集している所を通っているため、工場内で車両が移動する際に踏切が閉まることもしばしばある。